# Seconda Divisione FIDAF 2017
La Seconda Divisione FIDAF 2017 è la 10ª edizione del campionato di football americano di Seconda Divisione organizzato dalla FIDAF (34ª edizione del campionato di secondo livello). Vi partecipano 24 squadre. Il campionato è diviso in sei gironi, formati da 4 team ciascuno.

## Squadre partecipanti
Le modifiche nell'organico rispetto all'edizione 2016 sono le seguenti:
- i Seahawks Bologna si sono divisi in Braves Bologna e Doves Bologna; i Braves sono stati ammessi in Seconda Divisione, mentre i Doves, ammessi in Terza Divisione, hanno partecipato al bando per un posto in Seconda. Ottenuto il posto tramite il bando (come terzi classificati su sei squadre partecipanti) in seguito alla decisione dei Muli Trieste di giocare in Terza Divisione, hanno comunque successivamente scelto di giocare in Terza.
- i Veterans Grosseto hanno scelto di giocare in Terza Divisione, sostituiti dai Knights Sant'Agata
- la Legio XIII Roma ha scelto di giocare in Terza Divisione, sostituita dai Gorillas Varese
- i Frogs Legnano hanno scelto di non giocare campionati nella stagione 2017, sostituiti dai Ravens Imola
- i Draghi Udine hanno scelto di giocare in Terza Divisione, sostituiti dai Mad Bulls Barletta
- gli Angels Pesaro sono stati promossi in Prima Divisione in seguito alla rinuncia degli aventi diritto Titans Romagna e alla partecipazione al bando per il dodicesimo posto;
- gli Warriors Bologna sono stati retrocessi dalla Prima divisione;
- i Titans Romagna hanno scelto di giocare in Terza Divisione, con una squadra congiunta coi Broncos Faenza, che a loro volta hanno lasciato la IAAFL per passare in FIDAF;
- i Blacks Rivoli e i Bills Cavallermaggiore presentano una squadra congiunta col nome di "Blackbills".

| Club                          | Città                      | Stadio                                             | Sponsor ufficiale | Risultato nella stagione 2016                                                                |
| ----------------------------- | -------------------------- | -------------------------------------------------- | ----------------- | -------------------------------------------------------------------------------------------- |
| Barbari Roma Nord             | Roma                       |                                                    |                   | Finalisti                                                                                    |
| Bengals Brescia               | Brescia                    |                                                    |                   | 3º posto in regular season Seconda Divisione (girone B)                                      |
| Blackbills                    | Rivoli (TO)                |                                                    |                   | 4º posto in regular season Seconda Divisione (girone B)/Finale di conference Terza Divisione |
| Blue Storms Busto Arsizio     | Busto Arsizio (VA)         |                                                    |                   | Semifinalisti                                                                                |
| Braves Bologna                | Bologna                    |                                                    |                   | 3º posto in regular season Seconda Divisione (girone D)                                      |
| Cavaliers Castelfranco Veneto | Castelfranco Veneto (TV)   |                                                    |                   | Quarti di finale                                                                             |
| Chiefs Ravenna                | Ravenna                    |                                                    |                   | 4º posto in regular season Seconda Divisione (girone D)                                      |
| Crusaders Cagliari            | Cagliari                   |                                                    |                   | 3º posto in regular season Seconda Divisione (girone A)                                      |
| Daemons Martesana             | Cernusco sul Naviglio (MI) | Centro Sportivo Scirea                             |                   | Wild Card                                                                                    |
| Elephants Catania             | Catania                    |                                                    |                   | Quarti di finale                                                                             |
| Gladiatori Roma               | Roma                       |                                                    |                   | 3º posto in regular season Seconda Divisione (girone E)                                      |
| Gorillas Varese               | Varese                     |                                                    |                   | Quarti di finale di Conference Terza Divisione                                               |
| Hammers Monza Brianza         | Desio (MB)                 |                                                    |                   | 5º posto in regular season Seconda Divisione (girone A)                                      |
| Hogs Reggio Emilia            | Reggio Emilia              |                                                    |                   | Semifinalisti                                                                                |
| Knights Sant'Agata            | Sant'Agata Bolognese (BO)  |                                                    |                   | Finalisti Terza Divisione                                                                    |
| Mad Bulls Barletta            | Barletta                   |                                                    |                   | Quarti di finale di Conference Terza Divisione                                               |
| Mastini Verona                | Verona                     |                                                    | AGSM              | 5º posto in regular season Seconda Divisione (girone C)                                      |
| Ravens Imola                  | Imola (BO)                 |                                                    |                   | Quarti di finale di Conference Terza Divisione                                               |
| Red Jackets Sarzana           | Sarzana (SP)               |                                                    |                   | 5º posto in regular season Seconda Divisione (girone B)                                      |
| Saints Padova                 | Padova                     | Stadio Plebiscito                                  |                   | Quarti di finale                                                                             |
| Skorpions Varese              | Varese                     |                                                    |                   | Wild Card                                                                                    |
| Storms Pisa                   | Pisa                       |                                                    |                   | Wild Card                                                                                    |
| Vipers Modena                 | Modena                     |                                                    |                   | 5º posto in regular season Seconda Divisione (girone D)                                      |
| Warriors Bologna              | Bologna                    | Alfheim Field – Centro sportivo "Giorgio Bernardi" |                   | 6º posto in regular season Prima Divisione (girone Sud), retrocessi ai playout               |

## Stagione regolare

### Calendario

#### 1ª giornata
| Pescantina 25 febbraio 2017, ore 20:30 CET | Mastini Verona | 26 – 17 (0-10 6-0 14-7 6-0) | Saints Padova | C.S. Comunale |

| San Giuliano Terme 25 febbraio 2017, ore 21:00 CET | Storms Pisa | 15 – 22 (3-7 12-7 0-0 0-8) | Vipers Modena | Stadio Giovanni Bui |

| Cavallermaggiore 25 febbraio 2017, ore 21:00 CET | Blackbills | 44 – 14 (14-6 8-0 14-6 8-2) | Bengals Brescia | Stadio Comunale San Giorgio |

| Cernusco sul Naviglio 26 febbraio 2017, ore 14:30 CET | Daemons Martesana | 21 – 3 (0-0 7-0 7-3 7-0) | Hammers Monza Brianza | C.S. G.Scirea |

| Marina di Ravenna 26 febbraio 2017, ore 14:30 CET | Chiefs Ravenna | 12 – 36 (6-15 0-14 0-0 6-7) | Braves Bologna | Campo Comunale |

| Sant'Agata Bolognese 26 febbraio 2017, ore 14:30 CET | Knights Sant'Agata | 6 – 28 (0-14 0-7 6-0 0-7) | Cavaliers Castelfranco Veneto | C.S. Bellei |

| Riolo Terme 26 febbraio 2017, ore 15:00 CET | Ravens Imola | 0 – 14 (0-0 0-0 0-6 0-8) | Warriors Bologna | Stadio Comunale |

| Roma 26 febbraio 2017, ore 15:45 CET | Gladiatori Roma | 36 – 6 (14-0 7-0 0-0 15-6) | Mad Bulls Barletta | Centro sportivo Fulvio Bernardini |

#### 2ª giornata
| Bologna 4 marzo 2017, ore 15:00 CET | Braves Bologna | 37 – 0 (14-0 20-0 3-0 0-0) | Ravens Imola | C.S. Giorgio Bernardi |

| Scandiano 4 marzo 2017, ore 19:00 CET | Hogs Reggio Emilia | 40 – 6 (6-0 20-6 8-0 6-0) | Red Jackets Sarzana | Stadio Andrea Torelli |

| Barletta 4 marzo 2017, ore 20:30 CET | Mad Bulls Barletta | 7 – 20 (0-3 0-3 7-0 0-14) | Elephants Catania | C.S. Manzi-Chiapulin |

| Brescia 4 marzo 2017, ore 20:30 CET | Bengals Brescia | 24 – 8 (12-0 6-0 0-0 6-8) | Daemons Martesana | Centro Sportivo "Enrico Chico Nova" |

| Bologna 4 marzo 2017, ore 21:00 CET | Warriors Bologna | 43 – 7 (7-0 13-7 10-0 13-0) | Chiefs Ravenna | Alfheim Field – Centro sportivo "Giorgio Bernardi" |

| Monza 5 marzo 2017, ore 14:35 CET | Hammers Monza Brianza | 0 – 21 (0-7 0-0 0-7 0-7) | Blackbills | Centro Sportivo Comunale San Rocco |

| Roma 5 marzo 2017, ore 15:00 CET | Barbari Roma Nord | 10 – 17 (0-7 7-7 0-3 3-0) | Gladiatori Roma | C.S. Gentili |

| Cadoneghe 5 marzo 2017, ore 15:30 CET | Saints Padova | 20 – 6 (0-0 7-0 0-0 13-6) | Knights Sant'Agata | Stadio Martin Luther King |

#### 3ª giornata
| Barletta 11 marzo 2017, ore 19:30 CET | Mad Bulls Barletta | 7 – 36 (7-0 0-14 0-7 0-15) | Barbari Roma Nord | C.S. Manzi-Chiapulin |

| Lancenigo 11 marzo 2017, ore 20:45 CET | Cavaliers Castelfranco Veneto | 20 – 32 (7-10 7-0 0-16 6-6) | Mastini Verona | Stadio di Rugby |

| Bologna 11 marzo 2017, ore 21:00 CET | Warriors Bologna | 14 – 10 (8-7 0-0 0-0 6-3) | Braves Bologna | Alfheim Field – Centro sportivo "Giorgio Bernardi" |

| Vedano Olona 12 marzo 2017, ore 13:00 CET | Skorpions Varese | 21 – 19 (0-6 13-7 8-6 0-0) | Crusaders Cagliari | Campo Skorpions Varese |

| Catania 12 marzo 2017, ore 14:00 CET | Elephants Catania | 33 – 28 (3-14 9-0 7-0 14-14) | Gladiatori Roma | Stadio Santa Maria Goretti |

| Marina di Ravenna 12 marzo 2017, ore 14:30 CET | Chiefs Ravenna | 6 – 0 (0-0 6-0 0-0 0-0) | Ravens Imola | Campo Comunale |

| Modena 12 marzo 2017, ore 15:00 CET | Vipers Modena | 24 – 16 (7-8 7-0 0-8 10-0) | Red Jackets Sarzana | Polisportiva Saliceta San Giuliano |

| Bienate 12 marzo 2017, ore 15:00 CET | Blue Storms Busto Arsizio | 13 – 0 (7-0 6-0 0-0 0-0) | Gorillas Varese | Campo Sportivo |

| San Giuliano Terme 12 marzo 2017, ore 15:00 CET | Storms Pisa | 7 – 42 (0-12 0-16 0-8 7-6) | Hogs Reggio Emilia | Stadio Giovanni Bui |

#### 4ª giornata
| Modena 18 marzo 2017, ore 18:00 CET | Vipers Modena | 0 – 41 (0-21 0-13 0-7 0-0) | Hogs Reggio Emilia | Polisportiva Saliceta San Giuliano |

| Cagliari 18 marzo 2017, ore 20:00 CET | Crusaders Cagliari | 7 – 17 (7-0 0-0 0-7 0-10) | Gorillas Varese | C.S. Monte Claro |

| Cadoneghe 18 marzo 2017, ore 21:00 CET | Saints Padova | 21 – 22 (7-3 2-9 6-10 6-0) | Cavaliers Castelfranco Veneto | Stadio Martin Luther King |

| Sant'Agata Bolognese 19 marzo 2017, ore 14:30 CET | Knights Sant'Agata | 13 – 33 (0-13 7-13 6-0 0-7) | Mastini Verona | C.S. Bellei |

| Vedano Olona 19 marzo 2017, ore 14:30 CET | Skorpions Varese | 6 – 19 (0-7 0-0 0-0 6-12) | Blue Storms Busto Arsizio | Campo Skorpions Varese |

| Monza 19 marzo 2017, ore 14:40 CET | Hammers Monza Brianza | 0 – 26 (0-0 0-10 0-8 0-8) | Bengals Brescia | Centro Sportivo Comunale San Rocco |

| Cernusco sul Naviglio 19 marzo 2017, ore 15:30 CET | Daemons Martesana | 14 – 48 (7-14 0-21 7-13 0-0) | Blackbills | C.S. Gaetano Scirea |

#### 5ª giornata
| Scandiano 25 marzo 2017, ore 19:00 CET | Hogs Reggio Emilia | 31 – 6 (14-0 10-0 7-6 0-0) | Mad Bulls Barletta | Stadio Andrea Torelli |

| Bologna 25 marzo 2017, ore 21:00 CET | Warriors Bologna | 7 – 0 (0-0 0-0 0-0 7-0) | Gorillas Varese | Alfheim Field – Centro sportivo "Giorgio Bernardi" |

| Cadoneghe 25 marzo 2017, ore 21:00 CET | Saints Padova | 13 – 20 (6-0 0-6 0-6 7-8) | Red Jackets Sarzana | Stadio Martin Luther King |

| Siracusa 26 marzo 2017, ore 14:00 CEST | Elephants Catania | 21 – 20 (7-7 7-6 0-0 7-7) | Mastini Verona | C.S. ERG Siracusa |

| Castelfranco Veneto 26 marzo 2017, ore 14:55 CEST | Cavaliers Castelfranco Veneto | 41 – 10 (15-7 13-0 13-0 0-3) | Vipers Modena | C.S. Comunale |

| Bienate 26 marzo 2017, ore 15:00 CET | Blue Storms Busto Arsizio | 21 – 12 (0-3 7-3 7-0 7-6) | Knights Sant'Agata | C.S. Bienate |

| Roma 26 marzo 2017, ore 15:00 CEST | Barbari Roma Nord | 50 – 10 (7-0 15-7 14-3 14-0) | Ravens Imola | C.S. Gentili |

| Cernusco sul Naviglio 26 marzo 2017, ore 15:30 CEST | Daemons Martesana | 25 – 15 (6-7 7-8 12-0 0-0) | Chiefs Ravenna | C.S. Gaetano Scirea |

#### 6ª giornata
| Modena 1º aprile 2017, ore 18:15 CEST | Vipers Modena | 35 – 34 (d.t.s.) (7-14 6-0 0-14 15-0 7-6) | Blue Storms Busto Arsizio | Polisportiva Saliceta San Giuliano |

| Brescia 1º aprile 2017, ore 20:30 CEST | Bengals Brescia | 19 – 0 (6-0 13-0 0-0 0-0) | Braves Bologna | Centro Sportivo "Enrico Chico Nova" |

| Pescantina 1º aprile 2017, ore 20:30 CEST | Mastini Verona | 27 – 13 (7-13 17-0 0-0 3-0) | Daemons Martesana | C.S. Comunale |

| San Giuliano Terme 1º aprile 2017, ore 21:00 CEST | Storms Pisa | 14 – 20 (0-14 6-6 0-0 8-0) | Hammers Monza Brianza | Stadio Giovanni Bui |

| Cagliari 2 aprile 2017, ore 13:00 CEST | Crusaders Cagliari | 6 – 9 (0-0 0-9 6-0 0-0) | Gladiatori Roma | C.S Monte Claro |

| Sant'Agata Bolognese 2 aprile 2017, ore 13:00 CEST | Knights Sant'Agata | 26 – 14 (12-0 0-0 0-7 14-7) | Elephants Catania | C.S. Bellei |

| Vedano Olona 2 aprile 2017, ore 15:00 CEST | Skorpions Varese | 6 – 45 (0-6 0-20 6-12 0-7) | Blackbills | Campo Skorpions Varese |

| Sarzana 2 aprile 2017, ore 15:00 CEST | Red Jackets Sarzana | 6 – 21 (0-0 0-7 6-0 0-14) | Cavaliers Castelfranco Veneto | C.S. Isoppo |

#### 7ª giornata
| Barletta 8 aprile 2017, ore 20:30 CEST | Mad Bulls Barletta | 0 – 42 (0-14 0-0 0-7 0-21) | Warriors Bologna | C.S. Manzi-Chiapulin |

| Cavallermaggiore 8 aprile 2017, ore 21:00 CEST | Blackbills | 46 – 0 (13-0 14-0 13-0 6-0) | Storms Pisa | Stadio Comunale San Giorgio |

| Marina di Ravenna 9 aprile 2017, ore 14:30 CEST | Chiefs Ravenna | 29 – 0 (7-0 14-0 0-0 8-0) | Skorpions Varese | Campo Comunale |

| Varese 9 aprile 2017, ore 14:30 CEST | Gorillas Varese | 7 – 43 (0-14 7-0 0-8 0-21) | Barbari Roma Nord | Jungle Field Nicolò De Peverelli |

| Riolo Terme 9 aprile 2017, ore 15:00 CEST | Ravens Imola | 19 – 35 (7-8 6-14 0-6 6-7) | Hogs Reggio Emilia | Stadio Comunale |

| Concorezzo 9 aprile 2017, ore 16:00 CEST | Hammers Monza Brianza | 12 – 9 (0-0 6-0 6-0 0-9) | Saints Padova | Centro Sportivo |

| Roma 9 aprile 2017, ore 16:30 CEST | Gladiatori Roma | 21 – 22 (7-0 6-8 8-7 0-7) | Bengals Brescia | Centro sportivo Fulvio Bernardini |

#### Recuperi 2
| Bologna 22 aprile 2017, ore 13:35 CEST | Braves Bologna | 37 – 0 (17-0 7-0 13-0 0-0) | Crusaders Cagliari | Stadio Giorgio Bernardi |

| San Giuliano Terme 22 aprile 2017, ore 21:00 CEST | Storms Pisa | 6 – 28 (0-8 0-14 0-6 6-0) | Red Jackets Sarzana | Stadio Giovanni Bui |

| Catania 23 aprile 2017, ore 14:30 CEST | Elephants Catania | 40 – 50 (14-7 14-7 6-14 6-22) | Barbari Roma Nord | Stadio Santa Maria Goretti |

#### 8ª giornata
| Bologna 29 aprile 2017, ore 15:00 CEST | Braves Bologna | 33 – 7 | Chiefs Ravenna | Stadio Giorgio Bernardi |

| Barletta 29 aprile 2017, ore 20:30 CEST | Mad Bulls Barletta | 3 – 8 | Gladiatori Roma | C.S. Manzi-Chiapulin |

| Varese 29 aprile 2017, ore 21:00 CEST | Gorillas Varese | 7 – 6 | Skorpions Varese | Jungle Field Nicolò De Peverelli |

| Bologna 29 aprile 2017, ore 21:00 CEST | Warriors Bologna | 48 – 6 | Ravens Imola | Alfheim Field – Centro sportivo "Giorgio Bernardi" |

| Bienate 30 aprile 2017, ore 13:00 CEST | Blue Storms Busto Arsizio | 37 – 0 | Crusaders Cagliari | C.S. Bienate |

| Monza 30 aprile 2017, ore 14:30 CEST | Hammers Monza Brianza | 9 – 7 | Daemons Martesana | Centro Sportivo Comunale San Rocco |

| Roma 30 aprile 2017, ore 14:30 CEST | Barbari Roma Nord | 56 – 16 | Elephants Catania | C.S. Gentili |

| Brescia 30 aprile 2017, ore 14:55 CEST | Bengals Brescia | 24 – 28 | Blackbills | Centro Sportivo "Enrico Chico Nova" |

#### 9ª giornata
| Modena 6 maggio 2017, ore 18:00 CEST | Vipers Modena | 47 – 0 | Storms Pisa | Polisportiva Saliceta San Giuliano |

| Cagliari 6 maggio 2017, ore 20:00 CEST | Crusaders Cagliari | 6 – 35 | Blue Storms Busto Arsizio | C.S Monte Claro |

| Castelfranco Veneto 6 maggio 2017, ore 20:45 CEST | Cavaliers Castelfranco Veneto | 12 – 10 | Knights Sant'Agata | C.S. Comunale |

| Cadoneghe 6 maggio 2017, ore 21:00 CEST | Saints Padova | 0 – 21 | Mastini Verona | Stadio Martin Luther King |

| Sarzana 7 maggio 2017, ore 15:00 CEST | Red Jackets Sarzana | 12 – 29 | Hogs Reggio Emilia | C.S. Isoppo |

| Roma 7 maggio 2017, ore 15:30 CEST | Gladiatori Roma | 20 – 28 | Barbari Roma Nord | Centro sportivo Fulvio Bernardini |

#### 10ª giornata
| Pescantina 13 maggio 2017, ore 20:30 CEST | Mastini Verona | 17 – 9 | Cavaliers Castelfranco Veneto | C.S. Comunale |

| Sant'Agata Bolognese 13 maggio 2017, ore 21:00 CEST | Knights Sant'Agata | 20 – 12 | Saints Padova | C.S. Bellei |

| Grugliasco 13 maggio 2017, ore 21:00 CEST | Blackbills | 31 – 25 | Hammers Monza Brianza | C.S. CUS Torino |

| Catania 14 maggio 2017, ore 14:00 CEST | Elephants Catania | 28 – 0 | Mad Bulls Barletta | Stadio Santa Maria Goretti |

| Riolo Terme 14 maggio 2017, ore 15:00 CEST | Ravens Imola | 14 – 35 | Braves Bologna | Stadio Comunale |

| Marina di Ravenna 14 maggio 2017, ore 15:30 CEST | Chiefs Ravenna | 0 – 42 | Warriors Bologna | Campo Comunale |

| Cernusco sul Naviglio 14 maggio 2017, ore 15:30 CEST | Daemons Martesana | 3 – 21 | Bengals Brescia | C.S. Gaetano Scirea |

| Vedano Olona 14 maggio 2017, ore 21:00 CEST | Skorpions Varese | 26 – 6 | Gorillas Varese | Campo Skorpions Varese |

#### 11ª giornata
| Scandiano 20 maggio 2017, ore 20:00 CEST | Hogs Reggio Emilia | 46 – 0 | Storms Pisa | Stadio Andrea Torelli |

| Cagliari 20 maggio 2017, ore 20:00 CEST | Crusaders Cagliari | 6 – 22 | Skorpions Varese | C.S Monte Claro |

| Varese 20 maggio 2017, ore 20:00 CEST | Gorillas Varese | 7 – 21 | Blue Storms Busto Arsizio | Jungle Field Nicolò De Peverelli |

| Bologna 20 maggio 2017, ore 20:30 CEST | Braves Bologna | 13 – 14 | Warriors Bologna | C.S. Bernardi |

| Roma 21 maggio 2017, ore 14:35 CEST | Gladiatori Roma | 21 – 14 | Elephants Catania | Centro sportivo Fulvio Bernardini |

| Sarzana 21 maggio 2017, ore 14:55 CEST | Red Jackets Sarzana | 6 – 23 | Vipers Modena | C.S. Isoppo |

| Riolo Terme 21 maggio 2017, ore 15:00 CEST | Ravens Imola | 0 – 15 | Chiefs Ravenna | Stadio Comunale |

| Roma 21 maggio 2017, ore 15:00 CEST | Barbari Roma Nord | 35 – 0 | Mad Bulls Barletta | C.S. Gentili |

#### 12ª giornata
| Sarzana 27 maggio 2017, ore 17:30 CEST | Red Jackets Sarzana | 7 – 20 | Storms Pisa | C.S. Isoppo |

| Scandiano 27 maggio 2017, ore 20:00 CEST | Hogs Reggio Emilia | 48 – 17 | Storms Pisa | Stadio Andrea Torelli |

| Pescantina 27 maggio 2017, ore 20:30 CEST | Mastini Verona | 15 – 13 | Knights Sant'Agata | C.S. Comunale |

| Bienate 27 maggio 2017, ore 20:30 CEST | Blue Storms Busto Arsizio | 36 – 0 | Skorpions Varese | C.S. Bienate |

| Brescia 27 maggio 2017, ore 20:30 CEST | Bengals Brescia | 14 – 12 | Hammers Monza Brianza | Centro Sportivo "Enrico Chico Nova" |

| Grugliasco 27 maggio 2017, ore 21:05 CEST | Blackbills | 16 – 10 | Daemons Martesana | C.S. CUS Torino |

| Varese 28 maggio 2017, ore 13:05 CEST | Gorillas Varese | 7 – 0 | Crusaders Cagliari | Jungle Field Nicolò De Peverelli |

| Castelfranco Veneto 28 maggio 2017, ore 16:00 CEST | Cavaliers Castelfranco Veneto | 16 – 17 | Saints Padova | C.S. Comunale |

### Classifica
La classifica della regular season è la seguente:
- PCT = percentuale di vittorie, G = partite giocate, V = partite vinte, P = partite perse, PF = punti fatti, PS = punti subiti
- La qualificazione ai playoff è indicata in verde
- La qualificazione al turno di wild card è indicata in giallo

#### Classifica Girone A
| Pos. | Squadra            | PCT  | G | V | P | PF  | PS  |
| ---- | ------------------ | ---- | - | - | - | --- | --- |
| 1    | Barbari Roma Nord  | .800 | 8 | 7 | 1 | 308 | 117 |
| 2    | Gladiatori Roma    | .625 | 8 | 5 | 3 | 160 | 122 |
| 3    | Elephants Catania  | .500 | 8 | 4 | 4 | 186 | 208 |
| 4    | Mad Bulls Barletta | .000 | 8 | 0 | 8 | 29  | 236 |

#### Classifica Girone B
| Pos. | Squadra             | PCT   | G | V | P | PF  | PS  |
| ---- | ------------------- | ----- | - | - | - | --- | --- |
| 1    | Hogs Reggio Emilia  | 1.000 | 8 | 8 | 0 | 312 | 67  |
| 2    | Vipers Modena       | .625  | 8 | 5 | 3 | 178 | 201 |
| 3    | Red Jackets Sarzana | .250  | 8 | 2 | 6 | 101 | 176 |
| 4    | Storms Pisa         | .125  | 8 | 1 | 7 | 62  | 258 |

#### Classifica Girone C
| Pos. | Squadra          | PCT   | G | V | P | PF  | PS  |
| ---- | ---------------- | ----- | - | - | - | --- | --- |
| 1    | Warriors Bologna | 1.000 | 8 | 8 | 0 | 224 | 36  |
| 2    | Braves Bologna   | .625  | 8 | 5 | 3 | 201 | 80  |
| 3    | Chiefs Ravenna   | .375  | 8 | 3 | 5 | 91  | 179 |
| 4    | Ravens Imola     | .000  | 8 | 0 | 8 | 49  | 240 |

#### Classifica Girone D
| Pos. | Squadra                       | PCT  | G | V | P | PF  | PS  |
| ---- | ----------------------------- | ---- | - | - | - | --- | --- |
| 1    | Mastini Verona                | .875 | 8 | 7 | 1 | 191 | 106 |
| 2    | Cavaliers Castelfranco Veneto | .625 | 8 | 5 | 3 | 169 | 119 |
| 3    | Knights Sant'Agata            | .250 | 8 | 2 | 6 | 109 | 143 |
| 4    | Saints Padova                 | .250 | 8 | 2 | 6 | 106 | 155 |

#### Classifica Girone E
| Pos. | Squadra               | PCT   | G | V | P | PF  | PS  |
| ---- | --------------------- | ----- | - | - | - | --- | --- |
| 1    | Blackbills            | 1.000 | 8 | 8 | 0 | 279 | 93  |
| 2    | Bengals Brescia       | .750  | 8 | 6 | 2 | 164 | 116 |
| 3    | Hammers Monza Brianza | .375  | 8 | 3 | 5 | 81  | 143 |
| 4    | Daemons Martesana     | .250  | 8 | 2 | 6 | 101 | 163 |

#### Classifica Girone F
| Pos. | Squadra                   | PCT  | G | V | P | PF  | PS  |
| ---- | ------------------------- | ---- | - | - | - | --- | --- |
| 1    | Blue Storms Busto Arsizio | .875 | 8 | 7 | 1 | 216 | 66  |
| 2    | Skorpions Varese          | .375 | 8 | 3 | 5 | 87  | 167 |
| 3    | Gorillas Varese           | .375 | 8 | 3 | 5 | 51  | 123 |
| 4    | Crusaders Cagliari        | .000 | 8 | 0 | 8 | 44  | 185 |

## Playoff

### Tabellone
|  | Wild card                     | Wild card      |                    |                           | Quarti di finale | Quarti di finale |                                            |                                            | Semifinali | Semifinali |  |  | XXIV Silver Bowl | XXIV Silver Bowl |
|  |                               |                |                    |                           |                  |                  |                                            |                                            |            |            |  |  |                  |                  |
|  |                               |                |                    |                           | 17 giugno 2017   |                  |                                            |                                            |            |            |  |  |                  |                  |
|  | 11 giugno 2017                |                |                    |                           |                  |                  |                                            |                                            |            |            |  |  |                  |                  |
|  | Blackbills                    | 12             |                    |                           |                  |                  |                                            |                                            |            |            |  |  |                  |                  |
|  | Blackbills                    | 12             | Vipers Modena      | 27                        | 24 giugno 2017   | 24 giugno 2017   |                                            |                                            |            |            |  |  |                  |                  |
|  |                               | Vipers Modena  | Vipers Modena      | 27                        | 24 giugno 2017   | 24 giugno 2017   | 6                                          |                                            |            |            |  |  |                  |                  |
|  | Cavaliers Castelfranco Veneto | Vipers Modena  | 16                 |                           | Blackbills       | 23               | 6                                          |                                            |            |            |  |  |                  |                  |
|  | Cavaliers Castelfranco Veneto | 17 giugno 2017 | 16                 |                           | Blackbills       | 23               |                                            |                                            |            |            |  |  |                  |                  |
|  | 11 giugno 2017                | 11 giugno 2017 |                    | Mastini Verona            | 14               |                  |                                            |                                            |            |            |  |  |                  |                  |
|  | 11 giugno 2017                | 11 giugno 2017 | Mastini Verona     | Mastini Verona            | 14               | 38               |                                            |                                            |            |            |  |  |                  |                  |
|  | Barbari Roma Nord             | 63             | Mastini Verona     |                           |                  | 38               | 9 luglio 2017, Vicenza, Stadio Romeo Menti | 9 luglio 2017, Vicenza, Stadio Romeo Menti |            |            |  |  |                  |                  |
|  | Barbari Roma Nord             | 63             |                    | Barbari Roma Nord         | 8                |                  | 9 luglio 2017, Vicenza, Stadio Romeo Menti | 9 luglio 2017, Vicenza, Stadio Romeo Menti |            |            |  |  |                  |                  |
|  | Skorpions Varese              | 6              |                    | Barbari Roma Nord         | 8                | Blackbills       | 35                                         |                                            |            |            |  |  |                  |                  |
|  | Skorpions Varese              | 6              | 17 giugno 2017     |                           |                  | Blackbills       | 35                                         |                                            |            |            |  |  |                  |                  |
|  | 11 giugno 2017                | 11 giugno 2017 |                    | Hogs Reggio Emilia        | 29               |                  |                                            |                                            |            |            |  |  |                  |                  |
|  | 11 giugno 2017                | 11 giugno 2017 | Warriors Bologna   | Hogs Reggio Emilia        | 29               | 24               |                                            |                                            |            |            |  |  |                  |                  |
|  | Bengals Brescia               | 21             | Warriors Bologna   | 24 giugno 2017            | 24 giugno 2017   | 24               |                                            |                                            |            |            |  |  |                  |                  |
|  | Bengals Brescia               | 21             |                    | 24 giugno 2017            | 24 giugno 2017   | Gladiatori Roma  | 14                                         |                                            |            |            |  |  |                  |                  |
|  | Gladiatori Roma               | 27             |                    | Warriors Bologna          | 6                | Gladiatori Roma  | 14                                         |                                            |            |            |  |  |                  |                  |
|  | Gladiatori Roma               | 27             | 17 giugno 2017     | Warriors Bologna          | 6                |                  |                                            |                                            |            |            |  |  |                  |                  |
|  | 11 giugno 2017                | 11 giugno 2017 |                    | Hogs Reggio Emilia        | 14               |                  |                                            |                                            |            |            |  |  |                  |                  |
|  | 11 giugno 2017                | 11 giugno 2017 | Hogs Reggio Emilia | Hogs Reggio Emilia        | 14               | 21               |                                            |                                            |            |            |  |  |                  |                  |
|  | Blue Storms Busto Arsizio     | 20             | Hogs Reggio Emilia |                           |                  | 21               |                                            |                                            |            |            |  |  |                  |                  |
|  | Blue Storms Busto Arsizio     | 20             |                    | Blue Storms Busto Arsizio | 14               |                  |                                            |                                            |            |            |  |  |                  |                  |
|  | Braves Bologna                | 19             |                    | Blue Storms Busto Arsizio | 14               |                  |                                            |                                            |            |            |  |  |                  |                  |
|  | Braves Bologna                | 19             |                    |                           |                  |                  |                                            |                                            |            |            |  |  |                  |                  |

### Wild Card
| Modena 10 giugno 2017, ore 18:30 CEST | Vipers Modena | 27 – 16 (7-0 7-7 7-0 6-9) | Cavaliers Castelfranco Veneto | Polisportiva Saliceta San Giuliano |

| Bienate 10 giugno 2017, ore 21:00 CEST | Blue Storms Busto Arsizio | 20 – 19 (0-7 0-0 7-6 13-6) | Braves Bologna | C.S. Bienate |

| Roma 11 giugno 2017, ore 15:10 CEST | Barbari Roma Nord | 63 – 6 (28-0 14-6 14-0 7-0) | Skorpions Varese | C.S. Gentili |

| Brescia 11 giugno 2017, ore 15:30 CEST | Bengals Brescia | 21 – 27 (d.t.s.) (7-7 7-7 0-0 0-0 7-13) | Gladiatori Roma | Centro Sportivo "Enrico Chico Nova" |

### Quarti di finale
| Pescantina 17 giugno 2017, ore 20:00 CEST | Mastini Verona | 38 – 8 (7-0 3-0 14-8 14-8) | Barbari Roma Nord | C.S. Comunale |

| Bologna 17 giugno 2017, ore 21:00 CEST | Warriors Bologna | 24 – 14 (3-0 7-7 7-0 7-7) | Gladiatori Roma | Alfheim Field – Centro sportivo "Giorgio Bernardi" |

| Scandiano 17 giugno 2017, ore 21:00 CEST | Hogs Reggio Emilia | 21 – 14 (7-0 7-7 0-0 7-7) | Blue Storms Busto Arsizio | Stadio Andrea Torelli |

| Cavallermaggiore 17 giugno 2017, ore 21:00 CEST | Blackbills | 12 – 6 (6-6 0-0 0-0 6-0) | Vipers Modena | Stadio Comunale San Giorgio |

### Semifinali
| Bologna 24 giugno 2017, ore 21:00 CEST | Warriors Bologna | 6 – 14 (0-7 0-0 6-7 0-0) | Hogs Reggio Emilia | Alfheim Field – Centro sportivo "Giorgio Bernardi" |

| Grugliasco 24 giugno 2017, ore 21:00 CEST | Blackbills | 23 – 14 (7-0 0-0 3-7 13-7) | Mastini Verona | C.S. CUS Torino |

### XXIV Silver Bowl
| Vicenza 9 luglio 2017, ore 16:30 CEST | Blackbills | 35 – 29 (7-0 7-6 14-8 7-15) | Hogs Reggio Emilia | Stadio Romeo Menti |

## Verdetti
- Blackbills Vincitori del Silver Bowl 2017